# Dinamo solar
Una dinamo solar és un procés físic que genera el camp magnètic del Sol. El sol està envoltat d'un camp magnètic dipolar, com molts altres cossos celestes com la mateixa Terra. El camp bipolar es produeix per un corrent elèctric circular que sorgeix de l'interior de l'estrella, seguint la Llei d'Ampère. El corrent es produeix per una tensió tallant (estirament de la matèria) entre les diferents parts del Sol que roten a diferents velocitats, i degut al fet que el Sol és per si mateix un molt bon conductor elèctric (i per tant subjecte a les lleis de la magnetohidrodinàmica).
Qualsevol fluid conduït elèctricament pot formar una dinamo tan sols tallant el fluid estès a conseqüència de la llei d'inducció de Lenz: movent un fluid a través d'un camp magnètic preexistent induirà corrents elèctrics en el fluid que distorsiona el camp magnètic preexistent. La direcció de la distorsió és tal que les línies de camp existents tendeixen a ser arrossegades al llarg del fluid. Si el flux té un component de tall fort llavors les línies de camp individuals s'estiren pel flux, amplificant el camp magnètic existent. Aquests sistemes s'anomenen dinamo MHD. Segons l'estructura del flus, la dinamo pot ser autoexitada i estable, autoexcitada i caòtica, o decaient..
La dinamo solar és autoexcitada: la direcció del camp s'inverteix cada 11 anys, causant el cicle de taques solars. Es pensa que la dinamo solar es localitza en la tacoclina, una regió interior del Sol que mostra un gran perfil de tall.
Actualment no es coneix detalladament el mecanisme de dinamo solar i és objecte d'estudi